# Columbiana (Ohio)

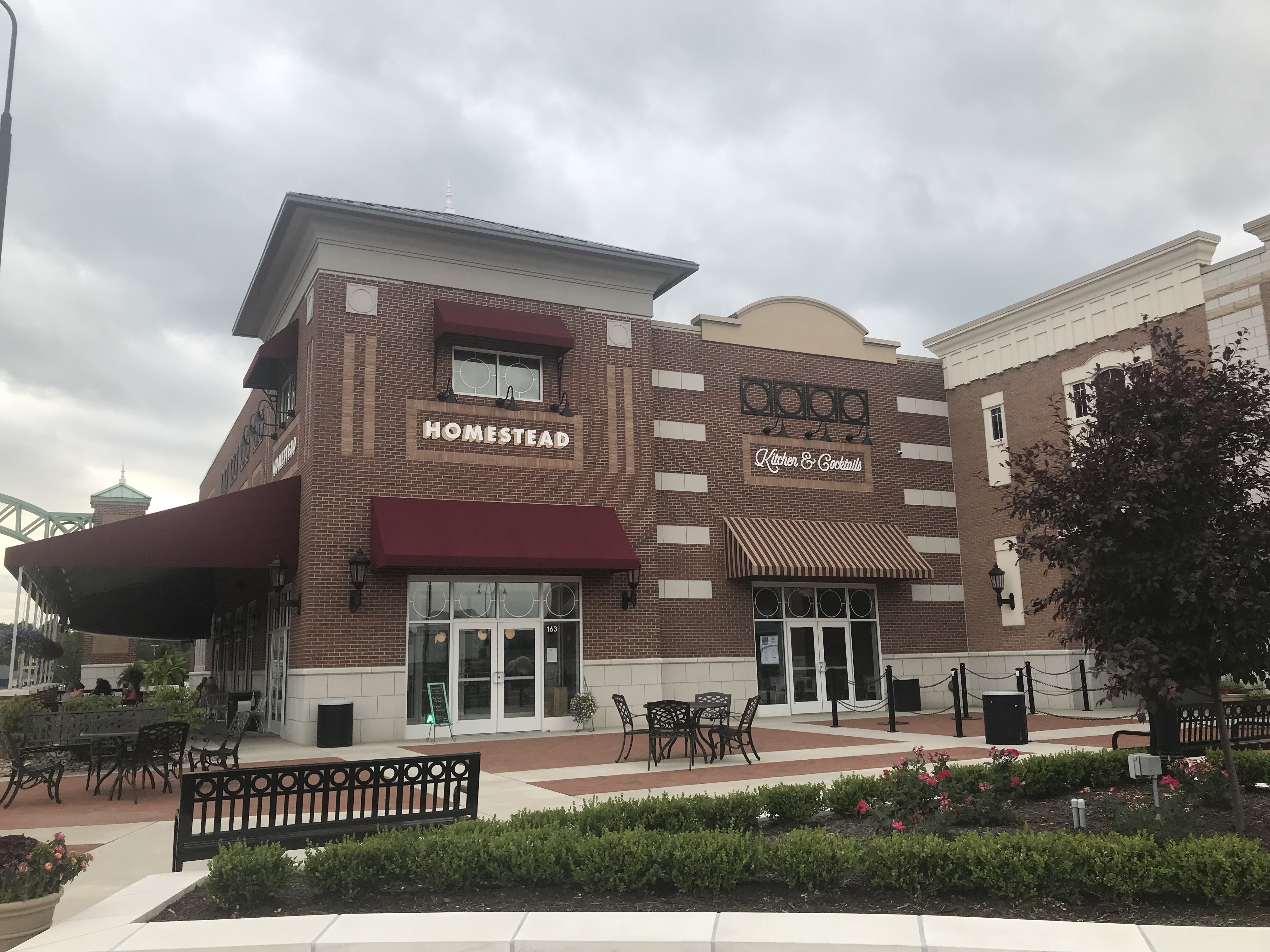
Firestone Farms

Columbiana es una ciudad ubicada en los condados de Columbiana y Mahoning, Ohio, Estados Unidos. Según el censo de 2020, tiene una población de 6559 habitantes.
En 2019, la ciudad fue elegida como el lugar más agradable de Estados Unidos (en inglés, the nicest place in America) por la revista Reader's Digest.
Las opciones minoristas incluyen un área comercial en el centro de la ciudad, una serie de negocios ubicados a lo largo de la Ruta 14 de Ohio, así como Firestone Farms, un distrito comercial al aire libre con temática de la década de 1930.
La ciudad toma su nombre del condado de Columbiana, que a su vez recibe su nombre en honor a Cristóbal Colón.  

## Geografía
La ciudad está ubicada en las coordenadas 40°53′8″N 80°40′4″O / 40.88556, -80.66778 (40.885537, -80.667818). Según la Oficina del Censo de los Estados Unidos, Columbiana tiene una superficie total de 15.94 km², de la cual 15.75 km² corresponden a tierra firme y 0.19 km² es agua.

## Demografía
Según el censo de 2020, hay 6559 personas residiendo en Columbiana. La densidad de población es de 416.44 hab./km². El 94.65% de los habitantes son blancos, el 0.34% son afroamericanos, el 0.11% son amerindios, el 0.66% son asiáticos, el 0.02% es isleño del Pacífico, el 0.46% son de otras razas y el 3.78% son de una mezcla de razas. Del total de la población, el 2.04% son hispanos o latinos de cualquier raza.